# Клер, Жан Жозеф Гюстав
Жан Жозеф Гюстав Клер (фр. Jean Joseph Gustave Cler; 1814, Сален-ле-Бен, департамент Юра, Франция — 4 июня 1859, близ Маджента, Ломбардия) — французский военачальник, бригадный генерал.

## Биография
С 1832 году учился в специальном военном училище Сен-Сир. В 1838 году получил чин лейтенанта, в 1841 году — капитан.
С 1842 по 1846 год участвовал во Французском завоевании Алжира. В чине майора командовал 6-м полком лёгкой пехоты.
В 1852 году получил звание подполковника. Служил в 21-м полку линейной пехоты. В Алжире отличился при штурме крепости Лагуат, за что получил орден Почётного легиона.

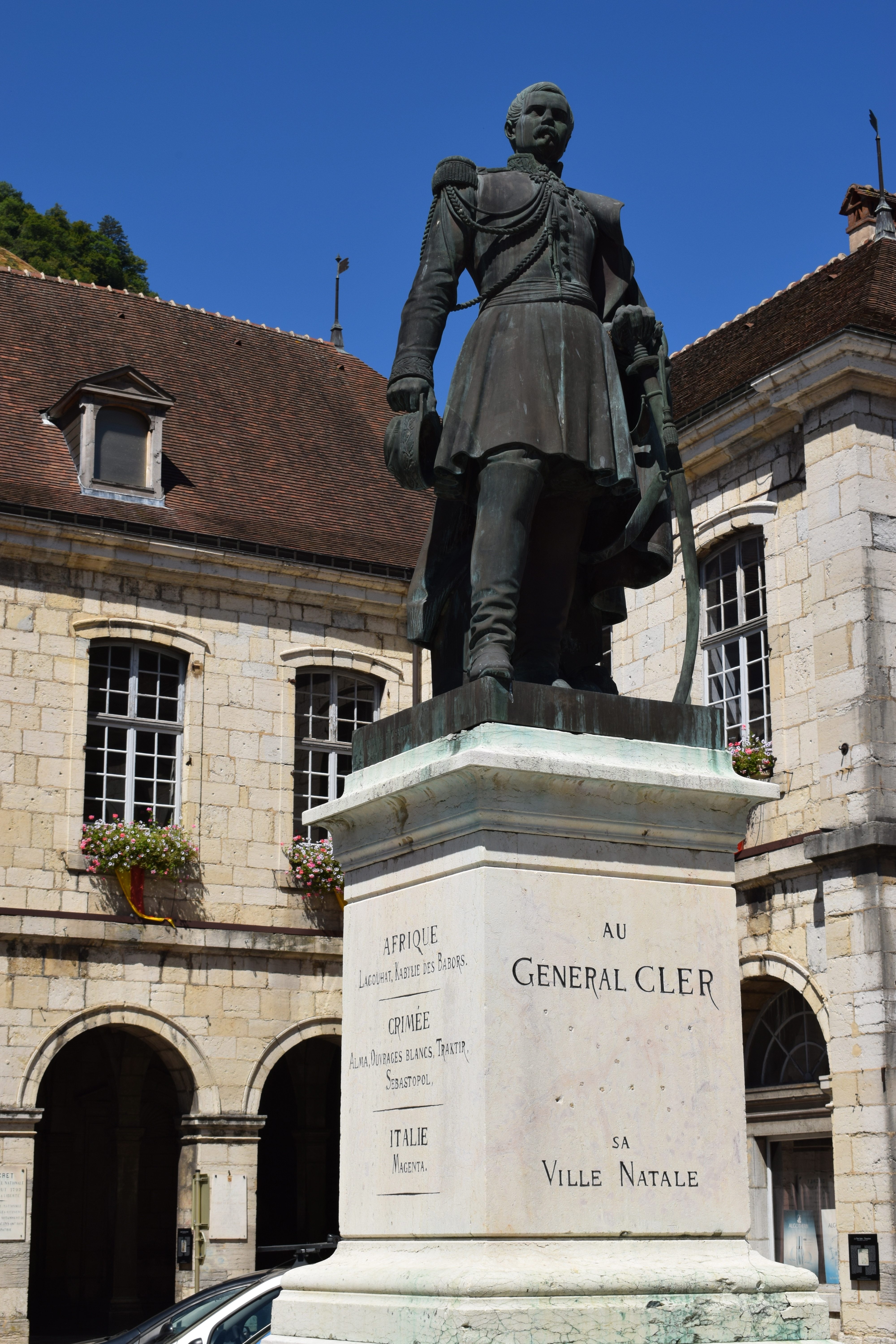
Памятник на родине в Сален-ле-Бэн в департаменте Юра (Франш-Конте, Франция).

С 1853 года в чине полковника командовал 2-м полком зуавов.
Участник Крымской войны с её начала. Отличился в сражении на Альме и Инкерманском сражении. 
Дивизионный генерал Ж. Майран дал генералу А. де Моне и полковнику Клеру из 2-го полка зуавов инструкции атаковать вновь построенный в конце февраля 1855 года Селенгинский редут, разрушить его и отступить до прибытия русского подкрепления[. Французы вошли в редут, русские в конце концов отразили нападение. Понесенные потери составят 94 человека, почти все из  2-го полказуавов. Главнокомандующий Ж.-Ж. Пелисье охарактеризовал этот эпизод как победу, поскольку поставленные цели «были достигнуты», а через несколько дней Клер был произведен в бригадные генералы[13].
В 1855 году стал бригадным генералом. В сражении на Чёрной речке командовал бригадой.
После возвращения из Крыма — командир гвардейской бригады.
Участник Австро-итало-французской войны.
4 июня 1859 года был убит в Италии в битве при Мадженте. По ходатайству Наполеона III тело бригадного генерала Клера было перенесено и похоронено в его родном городе.

## Память
- Его именем названа одна из улиц в Париже.